# Federico Marcello Lante della Rovere
Federico Marcello Lante della Rovere (Roma, 18 de abril de 1695 - Roma, 3 de março de 1773) foi um cardeal italiano, Datário de Sua Santidade e decano do Colégio dos Cardeais.

## Biografia
Nasceu em Roma em 18 de abril de 1695. Filho de Antonio Lante, segundo duque de Bomarzo, e Louise Angelique Charlotte de La Tremouille, dos duques de Noirmoustier. Seu sobrenome também está listado como Lante della Rovere; e como Lante Montefeltro della Rovere. Sobrinho do cardeal Joseph-Emmanuel de la Trémoille (1706). Sobrinho-neto do cardeal Marcello Lante (1606). tio-avô dos cardeais Filippo Lancellotti (1794); Alessandro Lante Montefeltro della Rovere (1816); e Antonio Lante Montefeltro della Rovere (1816).
Estudou no Seminario Romano , dirigido pelos jesuítas; e mais tarde, na Universidade La Sapienza, em Roma, onde obteve o doutorado in utroque iure , tanto em direito canônico quanto em direito civil, em 23 de setembro de 1719.
Referendário dos Tribunais da Assinatura Apostólica da Justiça e da Graça, 7 de dezembro de 1719. Prelado doméstico do Papa Clemente XI. Governador da cidade e porto de Ancona, em 5 de maio de 1728, onde se tornou amigo do bispo daquela sé, o cardeal Prospero Lorenzo Lambertini, futuro Papa Bento XIV. Recebeu as ordens menores em 11 de dezembro de 1728; o subdiaconato em 18 de dezembro de 1728; o diaconado em 21 de dezembro de 1728.
Ordenado em 25 de dezembro de 1728. Em 4 de setembro de 1729, foi nomeado enablegato para levar o beato fascínio ao recém-nascido delfim da França, filho do rei Luís XV de França. Presidente de Urbino, 18 de junho de 1732.
Eleito arcebispo titular de Petra na Palestina, em 1º de outubro de 1732. Consagrado, em 19 de outubro de 1732, na catedral metropolitana de Urbino, pelo cardeal Annibale Albani, bispo de Sabina, auxiliado por Eustachio Palma, bispo de Fossombrone, e por Bartolomeo Castelli, bispo de Senigália. Governador de Bagnaia, 27 de março de 1737.
Criado cardeal sacerdote no consistório de 9 de setembro de 1743; o papa enviou-lhe o barrete vermelho com o breve apostólico de 20 de setembro de 1743; recebeu o chapéu vermelho em 11 de março de 1745; e o título de S. Pancrazio em 5 de abril de 1745. Abade commendatario de Farfa desde 1744. Protetor da Inglaterra e da Ordem dos Carmelitas desde 1745. Governo de Bagnaia estendido por seis anos, 1º de setembro de 1745. Camerlengo do Sagrado Colégio dos Cardeais, 29 de janeiro de 1753 até 14 de janeiro de 1754. Optou pelo título de S. Silvestro in Capite, 9 de abril de 1753. Governadoria prorrogada por mais um sexênio, 30 de agosto de 1757. Participou do conclave de 1758, que elegeu o Papa Clemente XIII. Prefeito da SC de Bom Governo, a 13 de fevereiro de 1759. Optou pela ordem dos bispos e pela sé suburbicária de Palestrina, a 13 de julho de 1759. Optou pela sé suburbicária de Porto e Santa Rufina, a 18 de julho de 1763; cuidou especialmente de seu Seminário de S. Salvatore Maggiore. Subdecano do Sacro Colégio dos Cardeais. O governo foi prorrogado por mais um sexênio, em 20 de setembro de 1763. Participou do conclave de 1769, que elegeu o Papa Clemente XIV. Ele era protetor e patrono dos homens eruditos e literários.
Morreu em Roma em 3 de março de 1773, às 2h15, de febre alta, paralisia e erisipela, após receber os últimos sacramentos. Exposto na basílica de Ss. XII Apostoli, onde também ocorreu o funeral; o corpo foi trasladado em particular para a igreja de S. Nicola da Tolentino, em Roma, e sepultado na capela de sua família. Em seu testamento, ele deixou um fundo para sustentar sua família com a disposição de que, em sua morte, iria para o Hospício para os Pobres de S. Michele a Ripa.

## Conclaves
- Conclave de 1758 - participou da eleição do Papa Clemente XIII
- Conclave de 1769 - participou como vice-deão da eleição do Papa Clemente XIV